# Ирвин Макдауел
Ирвин Макдауел (енгл. Irvin McDowell; Коламбус, 15. октобар 1818 – 5. мај 1885) је био амерички генерал, учесник Америчког грађанског рата.

## Биографија
На почетку Америчког грађанског рата, командовао је делом снага Севера (30.000 људи) намењених одбрани Вашингтона. У првој бици на Бул Рану (1861) на челу слабо опремљених и обучених јединица, претрпео је тежак пораз. Маја следеће године командовао је 1. корпусом са којим није успео на време да се пробије и помогне Џорџа Маклелана у бици код Ричмонда. Иако је имао успеха у другој бици на Бул Рану, Министарство му је одузело команду. Убрзо је рехабилитован, али до краја рата није командовао оперативним јединицама.